# K's UP
『K's UP』（ケイズアップ）は、1996年10月から1998年3月までCBCラジオ（中部日本放送）で放送されていたワイド番組である。放送時間は毎週月曜 - 木曜 21:00 - 23:00、金曜 21:00 - 翌1:00 （日本標準時）。

## 概要
月曜 - 木曜はリスナーから、電話やFAXでのリクエスト曲を掛けていた。金曜のみ『K's UP 100&1』（ケイズアップ ワンハンドレッドアンドワン）と題し、月曜 - 木曜に寄せられたリクエストの集計結果を紹介して、ランキング形式で放送していた。
CBCラジオが特定の楽曲をパワープッシュするスタイルは、その後もいっしょに歌お!CBCラジオプロジェクトとして継続している。

## 出演者
いずれもCBCアナウンサー（後に離職した人物も含む）。

### パーソナリティ
- 大石邦彦

### アシスタント
- 重松和世（月曜・火曜）
- 加藤小百合（水曜）
- 丹野みどり（木曜・金曜）

## 内包番組
- かさぶた - 前番組『メディアキング電波ファイター』で放送されていた「EIDEN ハッパ63」（提供：エイデン）のリニューアル版[2]
- J-MILK Portable LAZY KNACK （21:25 - 21:35、制作：TBSラジオ、提供：J-MILK 国産牛乳推進協）
- 秋葉原ヤング電気館（21:35 - 21:45、制作：ニッポン放送、提供：九十九電機）
- ボンジュール! L'Arc〜en〜Ciel （金曜 23:35 - 23:50、制作：TBSラジオ、提供：カルビー） - 金曜のみ放送のコーナー[3]
- ぽっぷん王国ミュージックスタジアム（土曜 0:15 - 0:35、制作：CBCラジオ） - 金曜のみ放送のコーナー[4]